# Yuscarán
Yuscarán è un comune dell'Honduras, capoluogo del dipartimento di El Paraíso.
L'abitato venne fondato tra il 1730 ed il 1740, a seguito della scoperta di importanti giacimenti di metalli preziosi.
L'abitato, sviluppatosi rapidamente sulla spinta dei colonizzatori spagnoli, crebbe con la tipica architettura coloniale. Oltre 200 edifici in tale stile sono tuttora visibili e proprio questa caratteristica ha portato il governo honduregno a proclamare nel 1979 monumento nazionale l'intero nucleo storico.